# Bernhard Skamper

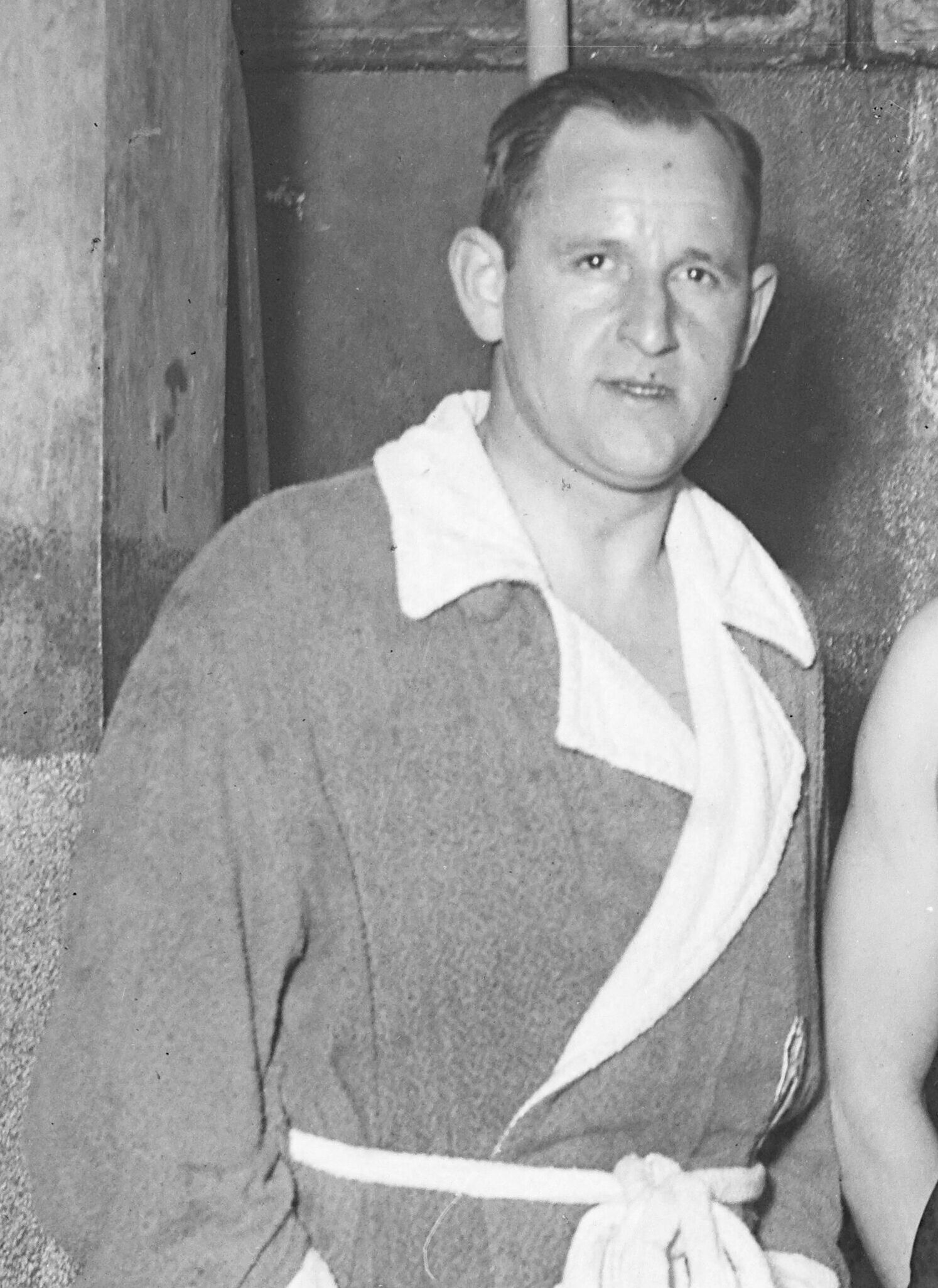
Bernhard Skamper (1933)

Bernhard Paul Julius Skamper (* 5. Oktober 1898 in Hannover; † 3. März 1964 in Köln) war ein deutscher Schwimmer, Sportjournalist, Trainer und Verbandsfunktionär. Er gewann insgesamt fünf deutsche Meistertitel und schwamm zehn deutsche Rekorde.

## Erster Weltkrieg und Zwischenkriegszeit
Von 1916 bis 1918 musste Skamper als Bayerischer Gebirgsjäger am Ersten Weltkrieg teilnehmen und wurde wegen Tapferkeit ausgezeichnet. 1916 in Berlin gewann Skamper im Alter von 18 Jahren die Deutsche Kriegsmeisterschaft über 1500 m Freistil.
1920 und 1921 wurde er Deutscher Meister über 100 m Rücken und 1500 m Kraul, was weder vor noch nach ihm ein anderer Schwimmer fertigbrachte. Mit seiner Siegerzeit von 1920 in Darmstadt in 1:18,6 Minuten über 100 m Rücken und einer Zeit von 2:56,8 Minuten über 200 m Rücken (damals noch keine offizielle Meisterschaftsdisziplin) wäre er Favorit für die Olympischen Spiele in Antwerpen gewesen. Deutschland war jedoch infolge des Ersten Weltkriegs aus allen internationalen Sportverbänden ausgeschlossen und wurde nicht zu den Olympischen Spielen 1920 eingeladen.
Nach Abschluss seiner Laufbahn als aktiver Schwimmer wurde er Trainer des SC Sparta Köln. Diesen Verein führte er zwischen 1929 und 1933 zu großen Erfolgen. So gewann Sparta Köln 1932 in Dresden die meisten Deutschen Meisterschaften.
Parallel dazu machte er sich einen Namen als Sportjournalist. Er schrieb vor allem über Schwimmen, Boxen und Radsport für verschiedene Zeitungen, darunter Der Mittag in Düsseldorf.

## Zeit des Nationalsozialismus
1934 heiratete Bernhard Skamper seine Schwimmschülerin Elisabeth Dahlen, die 1936 den Sohn Karl-Bernd Skamper gebar, der später ebenfalls Sportjournalist wurde. Gleichzeitig musste Bernhard Skamper starke berufliche Einschränkungen seit der Machtergreifung der Nationalsozialisten hinnehmen, da sein Vater Jude war und er somit als „Halbjude“ galt. Bei den Olympischen Spielen 1936 in Berlin verwies man ihn sogar als „unerwünscht“ von der Pressetribüne.
Die Ehe wurde 1940 geschieden, und Bernhard Skamper schlug sich mit Gelegenheitsarbeiten durch. Etwa 1943 wurde er in das Zwangsarbeitslager Lönnewitz bei Herzberg gebracht, wo er für die Organisation Todt arbeiten musste. Wenige Wochen vor Ende des Krieges gelang ihm die Flucht und er tauchte bei Freunden unter.

## Nachkriegszeit
Nach der Befreiung Deutschlands konnte Skamper zunächst nicht als Sportjournalist arbeiten, da es kaum Zeitungen gab. Deswegen organisierte er Berufsboxveranstaltungen z. B. mit Max Schmeling und Hein ten Hoff, arbeitete als Ringrichter bei Boxkämpfen und Stadionsprecher bei Radrennen.
Zeitgleich betrieb er den Wiederaufbau des deutschen Schwimmsports und sorgte bei der Tagung des Weltschwimmverbandes FINA im Jahr 1949 in Mailand dafür, dass der Deutsche Schwimm-Verband als erster deutscher Sportverband wieder in den Weltverband aufgenommen wurde. Sein Status als von den Nazis Verfolgter trug dazu bei, dass er international akzeptiert wurde. Im selben Jahr begründete er auch die Fachzeitschrift Deutscher Schwimmsport.
Ebenfalls 1949 gehörte Bernhard Skamper zu den Wiederbegründern des Nationalen Olympischen Komitees für Deutschland. Inzwischen war er auch wieder einer der angesehensten Sportjournalisten Deutschlands geworden. 1958, inzwischen bereits 60 Jahre alt, akzeptierte er zum ersten Mal ein Angebot zur Festanstellung als Sportchef Hörfunk des Westdeutschen Rundfunks, nachdem er bis dahin stets als freier Journalist gearbeitet hatte. Im Oktober 1963 wurde er pensioniert.
Am 3. März 1964 starb er 65-jährig an einem Gehirnschlag in seiner Kölner Wohnung. Seine Grabstätte auf dem Kölner Südfriedhof wurde nach Ablauf der Nutzungsfrist abgeräumt.